# AMP-Desaminase
AMP-Desaminasen sind Enzyme in Eukaryoten, die die Desaminierung von Adenosinmonophosphat (AMP) zu Inosinmonophosphat (IMP) katalysieren. Diese Reaktion ist Teil des Stoffwechselwegs zur Wiedergewinnung der Purinnukleotide (Salvage Pathway). Beim Menschen sind drei Isoenzyme bekannt, die von verschiedenen Genen in jeweils unterschiedlichen Gewebetypen exprimiert werden (AMPD1 (M-Form, auch: Myoadenylatdesaminase) in Skelettmuskeln, AMPD3 (E-Form) in Erythrozyten, AMPD2 (L-Form) im Rest) und selbst insgesamt sieben Isoformen besitzen. Mutationen im AMPD1- und im AMPD3-Gen können Enzymmangel im entsprechenden Gewebe verursachen, mit dem klinischen Bild des MADD.
Die relativ häufige Mutation AMPD1 c.34C>T, p.Q12* scheint das Risiko für Herzerkrankungen und Fettsucht zu verringern. Mindestens eine Studie mit 900 Patienten konnte aber diese Effekte nicht reproduzieren.

## Katalysierte Reaktion
+ H2O ⇒  + NH3
AMP wird zu IMP umgesetzt; Wasser wird verbraucht, Ammoniak entsteht.

## Krankheitswert
Störungen der Desaminase führen zum Adenosinmonophosphat-Desaminase-Mangel.